# Wolrad Rommel
Wolrad Rommel (* 1955 in Kassel) ist ein deutscher Rechtswissenschaftler. Von 2005 bis 2007 war er Gründungspräsident der Heilbronn Business School.

## Leben
Rommel studierte Rechtswissenschaften und Geschichte an der Johann Wolfgang Goethe-Universität Frankfurt am Main. Nach seinem Staatsexamen wurde er zum Dr. iur. promoviert. Er war zunächst als wissenschaftlicher Assistent an der Frankfurter Universität tätig. Von 1990 bis 1993 war er als Justitiar am WIK – Wissenschaftliches Institut für Infrastruktur und Kommunikationsdienste in Bad Honnef tätig; er war hier intensiv in die erste Phase der Reform des Telekommunikationsgesetzes eingebunden.
1993 erhielt er einen Ruf auf eine Professur für Wirtschafts- und Wettbewerbsrecht an der HTWK Leipzig, wo er von 1995 bis 1998 Dekan der Wirtschaftsfakultät war. 1998 wechselte er in die freie Wirtschaft und war vor allem als Regulierungsspezialist im Telekommunikationsmarkt Osteuropas tätig, aber auch in Asien, Afrika und Südamerika. Zuletzt war er im internationalen Management von T-Systems. Von Mai 2005 bis Ende 2007 war er Gründungspräsident der heilbronn business school, danach lehrte er noch dort, bevor er zum 1. September 2008 Geschäftsführer des Forschungszentrums Telekommunikation Wien wurde.
Am 16. Mai 2012 wurde Rommel vom Senat der Hochschule für Technik und Wirtschaft des Saarlandes zum Nachfolger des amtierenden Rektors Wolfgang Cornetz gewählt. Rommel hat das Amt Anfang des Jahres 2013 übernommen.
Rommel ist seit 1. Oktober 2021 Präsident der Deutsch-Kasachischen Universität (DKU).

## Werke
- Billigkeit und Zugewinnausgleich. Duncker und Humblot, Berlin 1991, ISBN 3-428-07267-7.
- Die Reform des Post- und Fernmeldewesens in Frankreich. WIK, Bad Honnef 1991.
- Rechtliche Aspekte des Verbundes zwischen den Unternehmen der Deutschen Bundespost im Schalterbereich. WIK, Bad Honnef 1992.
- Die Deutsche Postbank im Wettbewerb. Springer, Berlin 1992, ISBN 3-540-55533-1.